# Kalle Kallio
Kalle Emil Kallio, född 23 maj 1899 i Rautalampi, död 7 juni 1986 i Helsingfors, var en finländsk läkare.
Kallio blev medicine och kirurgie doktor 1932. Han var 1950–1960 professor i kirurgi vid Helsingfors universitet och 1961–1967 Finlands första professor i ortopedi och traumatologi. Han vann internationellt anseende genom sina talrika vetenskapliga undersökningar och som ortopedisk kirurg. Han utgav 1973 memoarverket Osallistumiseni elämään.